# Berufsinformationszentrum
Ein Berufsinformationszentrum (BiZ) ist eine öffentliche Institution mit Berufsinformationen, welches in Deutschland und der Schweiz so genannt wird. In Österreich wird die Bezeichnung BerufsInfoZentrum (BIZ) verwendet.

## Situation in Deutschland
In Deutschland ist das Berufsinformationszentrum (BiZ) ein Informationszentrum der Bundesagentur für Arbeit in Deutschland und Herausgeber der Broschüre "Beruf Aktuell".
Ein BiZ bietet Informationen zu Ausbildungsberufen, Studienwahl, Weiterbildungsmöglichkeiten, Existenzgründung und den unterschiedlichen Schultypen. Häufig ist dort auch ein Berufsberater der Berufsberatung anzutreffen oder telefonisch erreichbar. Berufsinformationszentren sind kostenlos und ohne vorherige Anmeldung nutzbar.
Der Kundenkreis eines BiZ ist breit gefächert: es können Jugendliche vor der ersten Berufswahl, Erwachsene, die sich neu orientieren wollen, und Wiedereinsteiger sein. Auch Eltern und Lehrkräfte können sich hier informieren. Sie bekommen im BiZ Materialien, um Schüler bei der Berufs- und Studienwahl zu beraten. Neben dem stationären Angebot des BiZ vor Ort gibt es auch zahlreiche regionale Veranstaltungen sowie Messen, die sich mit dem Thema Berufsorientierung oder Studienwahl beschäftigen. Diese finden zum Teil direkt im BiZ aber zum Beispiel auch in Schulen oder in ortsansässigen Unternehmen statt.
Die Mitarbeiter des BiZ sind  Arbeitsagenturmitarbeiter, sie werden von der Bundesagentur für Arbeit ausgebildet und erhalten ihr Gehalt auch von dort. Das BiZ ist meist direkt in der jeweiligen Arbeitsagentur vor Ort zu finden.
Das erste Berufsinformationszentrum wurde 1970 in Berlin eröffnet, es wurde damals bereits unter der Abkürzung BiZ propagiert. Heute gibt es im deutschsprachigen Raum in jeder Region mindestens ein BiZ. Entlegene Ortschaften werden mit dem BiZ-Mobil versorgt (ein transportables Berufsinformationszentrum).

### Technische Ausstattung
Die Berufsinformationszentren haben eine feste Ausstattung. Neben einer Handbibliothek, Flyern, Merkblättern und kostenlosen Zeitschriften (unter anderem die werbefreie Zeitschrift abi>>, die die Arbeitsagentur selbst herausgibt) gibt es Internet-Bewerbungs-Arbeitsplätze. Diese sollen es ermöglichen, sich zu bewerben. Zur Recherche stehen Tablet-PCs zur Verfügung.
Ausgewählte BiZen besitzen mittlerweile VR-Brillen, welche zur Berufsfelderkundung und/oder zum Bewerbungstraining genutzt werden können.

### Beruf Aktuell
Die Broschüre "Beruf Aktuell" erscheint jährlich und ist digital abrufbar. Sie ist das "Lexikon der Ausbildungsberufe" und bietet mit beinahe 500 Berufen Schülerinnen und Schülern vor der Berufswahl oder Erwachsenen zur Neuorientierung eine wichtige Informationsquelle. Unter "Was macht man in diesem Beruf?" wird kurz und prägnant beschrieben, was einen in dem Beruf erwartet.

### Regionalschrift
Einige BiZen veröffentlichen jährlich eine Regionalschrift mit für die Region interessanten Informationen zum Thema Studium, Ausbildung und Überbrückungsjahr.

## Situation in der Schweiz
In der Schweiz werden die Berufsinformationszentren (BIZ) von den Kantonen verwaltet. Das Schweizerische Bundesgesetz über die Berufsbildung (kurz BBG) hält fest, dass die Berufsbildung Aufgabe von Bund, Kantonen und Organisationen der Arbeitswelt ist. Allerdings kommt hier – ganz im Sinne des Schweizerischen Föderalismus – das Subsidiaritätsprinzip zum Tragen: der Bund erlässt Vorgaben und Ziele, doch der Vollzug obliegt den Kantonen, welche vom Bund mittels definierter Pauschalbeträge finanziell unterstützt werden.
Das BBG schreibt vor, dass jeder Kanton eine öffentliche Berufs-, Studien- und Laufbahnberatung anzubieten hat. Diese führen jeweils ein eigenes Berufsinformations-Zentrum (BIZ), in welchem sich die Besucher über Berufe, Laufbahnen, Aus- und Weiterbildungen informieren können. Viele Berufs-, Studien- und Laufbahnberatungsstellen verfügen zudem über weiterführende Angebote wie Informationsveranstaltungen, Workshops, Messen etc. Diesbezüglich gibt es allerdings kantonale Differenzen.
In fast allen Kantonen ist die Berufs-, Studien- und Laufbahnberatung Teil der kantonalen Verwaltung. Die Dienstleistungen werden also direkt von kantonalen Einheiten angeboten und durchgeführt. Eine Ausnahme hierbei bildet der Kanton Aargau. Dort wurde die öffentliche Berufs- und Laufbahnberatung in einen Verein mit kantonalem Leistungsauftrag ausgelagert.

### Kanton Aargau: ask!
ask! – Beratungsdienste für Ausbildung und Beruf erfüllen im Auftrag des Kantons die Berufs-, Studien- und Laufbahnberatung im Aargau. Zu ihrem Angebot gehören daher auch Informationszentren (IZ) an vier Standorten (Aarau, Baden, Rheinfelden und Wohlen), jugendpsychologische Beratungen sowie Lehrpersonenberatungen. ask! ist als Verein organisiert und stellt neben den vorgeschriebenen (kostenlosen) Dienstleistungen auch weitere (entgeltliche) Angebote für verschiedenen Zielgruppen bereit.

## Situation in Österreich
In Österreich werden Berufsinformationszentren BerufsInfoZentrum genannt.